# آل عمران

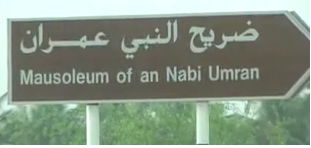

آل عِمْران أسرة ذكرت في القرآن ثلاث مرات، الأولى في قوله تعالى:﴿إِنَّ اللَّهَ اصْطَفَى آدَمَ وَنُوحًا وَآلَ إِبْرَاهِيمَ وَآلَ عِمْرَانَ عَلَى الْعَالَمِينَ ۝٣٣ ذُرِّيَّةً بَعْضُهَا مِنْ بَعْضٍ وَاللَّهُ سَمِيعٌ عَلِيمٌ ۝٣٤﴾ [آل عمران:33–34](1) والثانية ورد ذكر امرأة عمران والد مريم في قوله تعالى:﴿إِذْ قَالَتِ امْرَأَةُ عِمْرَانَ رَبِّ إِنِّي نَذَرْتُ لَكَ مَا فِي بَطْنِي مُحَرَّرًا فَتَقَبَّلْ مِنِّي إِنَّكَ أَنْتَ السَّمِيعُ الْعَلِيمُ ۝٣٥﴾ [آل عمران:35](2) والثالثة ورد ذكر ابنة عمران في قوله تعالى:﴿وَمَرْيَمَ ابْنَتَ عِمْرَانَ الَّتِي أَحْصَنَتْ فَرْجَهَا فَنَفَخْنَا فِيهِ مِنْ رُوحِنَا وَصَدَّقَتْ بِكَلِمَاتِ رَبِّهَا وَكُتُبِهِ وَكَانَتْ مِنَ الْقَانِتِينَ ۝١٢﴾ [التحريم:12](3)
وذُكر اسم عمران وأسرته عند اليهود في سفر الخروج وهو والد موسى وهارون ومريمفي العهد القديم. وكان من أحبار اليهود وصالحيهم، وأصله بالعبرانية (عمرام) بميم في آخره، وفي كتب النصارى: أن اسمه (يوهاقيم)، فلعله كان له اسمان وهذا التشابه جعل منه اليهود والنصارى مدخلاً للطعن في صحة القرآن

## من هم آل عمران
هناك شخصان من بني إسرائيل، كل منهما اسمه (عمران)، وبينهما فترة زمنية طويلة تمتد عدة قرون وقد قال المفسرون: إن ما بين العمرانين ألفا وثمانمائة سنة.
الأول هو عمران الذي عاش في مصر زمن الفراعنة في بداية تاريخ بني إسرائيل، وهو والد نبيا الله موسى وهارون  وذلك لقول النبي محمد ﷺ: «موسى بن عمران صفي الله»،(7)وقال رسول الله ﷺ: «مررت ليلة أسري بي على موسى بن عمران عليه السلام».(8) وقد ذكر في القرآن قصة أفراد هذه الأسرة، وهم موسى وأم موسى وماذا فعلت عندما أنجبت ابنها موسى، وأخت موسى التي أمرتها أمها بمراقبة أخيها موسى، وهارون شقيق موسى فهؤلاء الخمسة هم أفراد هذه الأسرة.
وقد ذهب بعض أهل العلم إلى أن عمران: هو والد نبي الله موسى، عليه السلام.
الثاني هو عمران الذي عاش في بيت المقدس في آخر تاريخ بني إسرائيل،(9) وهو والد مريم، وامرأة عمران حنة بنت فاقوذا أم مريم، ومريم، وعيسى. فعمران جد عيسى لأمه، وامرأة عمران جدته لأمه، وكان عمران صاحب صلاة بني إسرائيل في زمانه، وكانت زوجته امرأة صالحة، وكانت لا تلد، فدعت الله أن يرزقها ولداً، ونذرت أن تجعله مفرغا للعبادة ولخدمة بيت المقدس فاستجاب الله دعاءها، وشاء الله أن تلد أنثى هي مريم، وجعل الله كفالتها ورعايتها إلى زكريا، وهو زوج خالتها، ويقول ابن كثير: «المراد بعمران هذا: هو والد مريم بنت عمران، أم عيسى ابن مريم عليهم السلام»، كما أشار القرآن إلى شقيق لمريم اسمه (هارون) وهو غير هارون النبي شقيق موسى  وذكر رسول الله محمد ﷺ أن عيسى ويحيى  هما أبناء الخالة، أي أن زكريا  كان متزوجاً خالة مريم.

## منزلة آل عمران في الإسلام
- إكرامهم بإدراج النبوة فيهم، وذلك في نبي الله عيسى، وفي نبي الله يحيى.
- عظيم منزلتهما وكرامتهما عند الله تعالى، كقوله عز وجل: ﴿إِذْ قَالَتِ الْمَلَائِكَةُ يَا مَرْيَمُ إِنَّ اللَّهَ يُبَشِّرُكِ بِكَلِمَةٍ مِنْهُ اسْمُهُ الْمَسِيحُ عِيسَى ابْنُ مَرْيَمَ وَجِيهًا فِي الدُّنْيَا وَالْآخِرَةِ وَمِنَ الْمُقَرَّبِينَ ۝٤٥﴾ [آل عمران:45](4)
- ما خص الله عز وجل به عيسى بن مريم وأمه، وذلك في قوله سبحانه: ﴿إِذْ قَالَ اللَّهُ يَا عِيسَى ابْنَ مَرْيَمَ اذْكُرْ نِعْمَتِي عَلَيْكَ وَعَلَى وَالِدَتِكَ إِذْ أَيَّدْتُكَ بِرُوحِ الْقُدُسِ تُكَلِّمُ النَّاسَ فِي الْمَهْدِ وَكَهْلًا وَإِذْ عَلَّمْتُكَ الْكِتَابَ وَالْحِكْمَةَ وَالتَّوْرَاةَ وَالْإِنْجِيلَ وَإِذْ تَخْلُقُ مِنَ الطِّينِ كَهَيْئَةِ الطَّيْرِ بِإِذْنِي فَتَنْفُخُ فِيهَا فَتَكُونُ طَيْرًا بِإِذْنِي وَتُبْرِئُ الْأَكْمَهَ وَالْأَبْرَصَ بِإِذْنِي وَإِذْ تُخْرِجُ الْمَوْتَى بِإِذْنِي وَإِذْ كَفَفْتُ بَنِي إِسْرَائِيلَ عَنْكَ إِذْ جِئْتَهُمْ بِالْبَيِّنَاتِ فَقَالَ الَّذِينَ كَفَرُوا مِنْهُمْ إِنْ هَذَا إِلَّا سِحْرٌ مُبِينٌ ۝١١٠﴾ [المائدة:110](5)
- ذكر نبي الله يحيى، قال الله عز وجل عنه: ﴿يَا زَكَرِيَّا إِنَّا نُبَشِّرُكَ بِغُلَامٍ اسْمُهُ يَحْيَى لَمْ نَجْعَلْ لَهُ مِنْ قَبْلُ سَمِيًّا ۝٧﴾ [مريم:7](6)

## الهوامش
| 1 سورة آل عمران الآيات 33-34. 2 سورة آل عمران الآية 35. 3 سورة التحريم الآية 12. 4 سورة آل عمران الآية 45. 5 سورة المائدة الآية 110. 6 سورة مريم الآية 7. 7 أخرجه الحاكم عن أنس بن مالك . 8 أخرجه مسلم عن ابن عباس . | 9 يذكر الطبري في تفسير آية: {إذ قالت امرأت عمران...}[آل عمران: 35]، أن نسب عمران هو: عمران بن ياشهم بن أمون بن منشا بن حزقيا بن أحزيق بن يوثم بن عزاريا بن أمصيا بن ياوش بن أحزيهو بن يارم بن يهفاشاط بن أسابر بن أبيا بن رحبعم بن سليمان بن داود بن إيشا، وهذا النسب مشابه بقدر كبير جدًّا لنسب يوسف في الأناجيل، حيث هو يوسف بن يعقوب بن متان -وفقًا لمتَّى- أو ابن هالي -وفقًا للوقا-، الواصلَيْن لداود عبر ذات النسب الذي يذكره الطبري وفقًا للعهد القديم. انظر: جامع البيان عن تأويل آي القرآن، الطبري، طبعة هجر، (5/ 331). |

## طالع أيضًا
- عمرام
- يهوياقيم